# Larissa Crummer
Larissa Rose Crummer (Nambour, 10 de enero de 1996) es una futbolista australiana. Juega como delantera en el Brisbane Roar de la A-League de Australia. Es internacional con la selección de Australia.

## Trayectoria
A la edad de 16 años, Crummer debutó en el fútbol profesional con el Sydney FC durante la temporada 2012-13 de la W-League, ayudando al equipo a ganar el campeonato jugando principalmente como defensa.

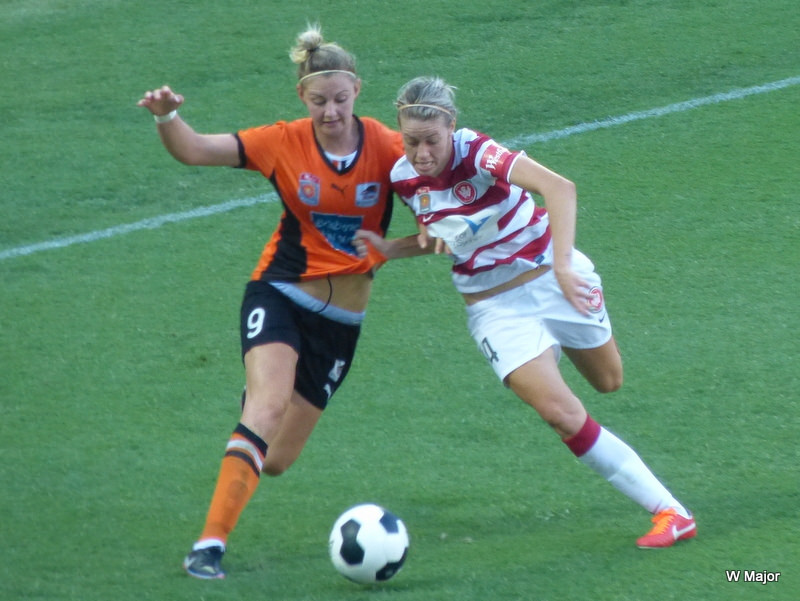
Crummer (izquierda) jugando para el Brisbane Roar en 2014

Más tarde regresó a Queensland para unirse al Brisbane Roar durante la W-League 2013-14, edición en la que disputó 13 partidos y marcó un gol para poner a su club en el cuarto lugar de la tabla, asegurando así el pase a la fase final. El equipo avanzó a las semifinales donde derrotó al Canberra United por 2-1 pero cayó por 2-0 ante el Melbourne Victory en la Gran Final.
Crummer regresó al Roar para la W-League 2014 e hizo diez apariciones con el club. El equipo terminó en sexto lugar durante la temporada regular.
En septiembre de 2015, Crummer firmó con el Melbourne City. Durante el primer partido de la temporada contra el Sydney FC, abrió el marcador en el minuto 11 para luego anotar en los últimos seis minutos de la primera mitad en lo que fue una victoria por 6-0. El 21 de noviembre, anotó un doblete para contribuir a la victoria por 4-0 ante su exequipo Brisbane Roar. Días más tarde, volvió a firmar un doblete contra el Melbourne Victory cuando su equipo selló una goleada 4-0 contra su clásico rival, manteniendo el invicto sin empates en los 8 partidos de la temporada regular.
En la campaña 2016-17 de la W-League, solo se la vio disputar 3 partidos antes de que su temporada se viera interrumpida por una lesión en el pie en enero de 2017.
Crummer regresó a Melbourne City para la edición 2017-18 de la W-League. Apareció en 8 juegos y anotó 3 goles cuando el City aseguró su tercer título de liga consecutivo.
En enero de 2017, Crummer firmó con el Seattle Reign FC, haciéndose efectivo su pase al término de la W-League 2016-17. Debido a una lesión solo disputó 4 partidos con el club estadounidense, anotando un gol. Fue liberada por el club en febrero de 2018.
El 20 de agosto de 2018, Crummer se unió al Newcastle Jets para la edición 2018-19 de la W-League. A pesar de decidir en octubre de 2019 rehabilitarse de una fractura en la pierna, un mes después se dio a conocer que se perdería la temporada 2019-20 de la liga australiana.
En febrero de 2021, Crummer regresó al Brisbane Roar.

## Selección nacional
A la edad de 14 años, Crummer fue convocada a la sub-20 de Australia. Debutó con la selección mayor y anotó su primer gol internacional contra los Países Bajos en marzo de 2015. El mismo año, fue la jugadora más joven del equipo en la Copa Mundial de 2015 en Canadá, donde disputó dos encuentros con las Matildas.
Crummer fue convocada para el Preolímpico de la AFC 2016, pero se perdió el torneo tras sufrir una lesión en la rodilla durante un partido de entrenamiento, siendo reemplazada por Ashleigh Sykes. Las australianas finalmente ganaron su boleto a Río 2016 y Crummer se recuperó a tiempo para ser incluida en el equipo olímpico, donde jugó dos partidos como suplente.
Fue incluida en la plantilla que disputó la Copa Asiática de la AFC 2018, pero no apareció en ningún partido. El combinado oceánico terminó subcampeón detrás de Japón y se clasificó para la Copa Mundial de 2019.

## Estadísticas

### Clubes
| Club             | País           | Año             |
| ---------------- | -------------- | --------------- |
| Sydney FC        | Australia      | 2012 - 2013     |
| Brisbane Roar    | Australia      | 2013 - 2015     |
| Melbourne City   | Australia      | 2015 - 2018     |
| Seattle Reign FC | Estados Unidos | 2017            |
| Newcastle Jets   | Australia      | 2018 - 2019     |
| Brisbane Roar    | Australia      | 2021 - presente |

## Palmarés

### Títulos nacionales
| Título   | Club           | País      | Año     |
| -------- | -------------- | --------- | ------- |
| W-League | Sydney FC      | Australia | 2012-13 |
| W-League | Melbourne City | Australia | 2015-16 |
| W-League | Melbourne City | Australia | 2016-17 |
| W-League | Melbourne City | Australia | 2017-18 |

### Distinciones individuales
| Distinción                          | Año     |
| ----------------------------------- | ------- |
| Goleadora de la W-League            | 2015-16 |
| Mejor Jugadora Joven de la W-League | 2015-16 |